# Vysílač kódu (Hvězdná brána)
Vysílač kódu v originále GDO (garage door opener) je zařízení ze sci-fi světa Hvězdné brány podobající se například dálkovému ovládači. 
Pomocí tohoto zařízení se skrz hvězdnou bránu odesílá čtrnácti místný identifikační kód. Po ověření tohoto kódu je deaktivována Iris. Zpráva o deaktivaci je zpětně oznámena do vysílače. Každý člen SG týmu a všichni významní spojenci Země vlastní toto zařízení.
Vládci soustavy samozřejmě velice dobře znají zabezpečení brány na Zemi. Také vědí, že k deaktivaci Iris je zapotřebí číselný kód a mnohokrát se ho snažili získat od zajatých SG týmů.
Pokud je GDO poškozeno, nebo ho tým ztratí, obvykle kontaktuje velitelství SGC vysílačkou. V takovém případě se většinou tým setká s personálem SGC na nějaké třetí planetě.
V seriálu Hvězdná brána: Atlantida se vysílač kódu používá v menší verzi. 